# 이준상 (1840년)
이준상(李濬相, 1840년 음력 11월 29일 ~ ?)은 대한제국의 관료 출신으로, 일제 강점기에 조선총독부 중추원 찬의를 지냈다.

## 생애
본적지는 경성부이다. 1896년 정6품으로 경기도 관찰부에서 주사를 지냈으며, 농상공부와 탁지부 등에서 재정 분야 관리로 근무했다. 탁지부 회계국장, 이재국장, 출납국장 등의 직책을 맡았다. 1906년에는 농공은행 설립위원을 맡기도 했다. 1909년 일본 정부로부터 훈3등 황태자도한기념장을 받았다.
1910년 한일 병합 조약 체결 직후 중추원 찬의에 임명되어 1921년 관제 개편 때까지 재직했다. 1912년 한국병합기념장도 서훈받았다.
2002년 민족정기를 세우는 국회의원모임이 발표한 친일파 708인 명단, 2008년 민족문제연구소에서 친일인명사전에 수록하기 위해 정리한 친일인명사전 수록예정자 명단, 2006년 친일반민족행위진상규명위원회가 조사 발표한 친일반민족행위 106인 명단에 모두 포함되었다.

## 같이 보기
- 조선총독부 중추원

## 참고자료
- 친일반민족행위진상규명위원회 (2006년 12월). 〈이준상〉 (PDF). 《2006년도 조사보고서 II - 친일반민족행위결정이유서》. 서울. 368~370쪽쪽. 발간등록번호 11-1560010-0000002-10. 2007년 10월 8일에 원본 문서 (PDF)에서 보존된 문서. 2007년 6월 24일에 확인함.